# Sheppardia lowei
A Sheppardia lowei a madarak (Aves) osztályának verébalakúak (Passeriformes) rendjéhez, ezen belül a légykapófélék (Muscicapidae) családjához tartozó faj.

## Rendszerezése
A fajt Claude Henry Grant és Cyril Mackworth-Praed írták le 1941-ben, az Alethe nembe Alethe lowei néven.

## Előfordulása
Afrika keleti részén, Tanzánia területén honos. Természetes élőhelyei a szubtrópusi és trópusi hegyi esőerdők. Állandó, nem vonuló faj.

## Megjelenése
Testhossza 13 centiméter, testtömege 16-21 gramm.

## Természetvédelmi helyzete
Az elterjedési területe kicsi, egyedszáma 6000-15000 példány közötti és csökken. A Természetvédelmi Világszövetség Vörös listáján sebezhető fajként szerepel.